# Українські бойові мистецтва

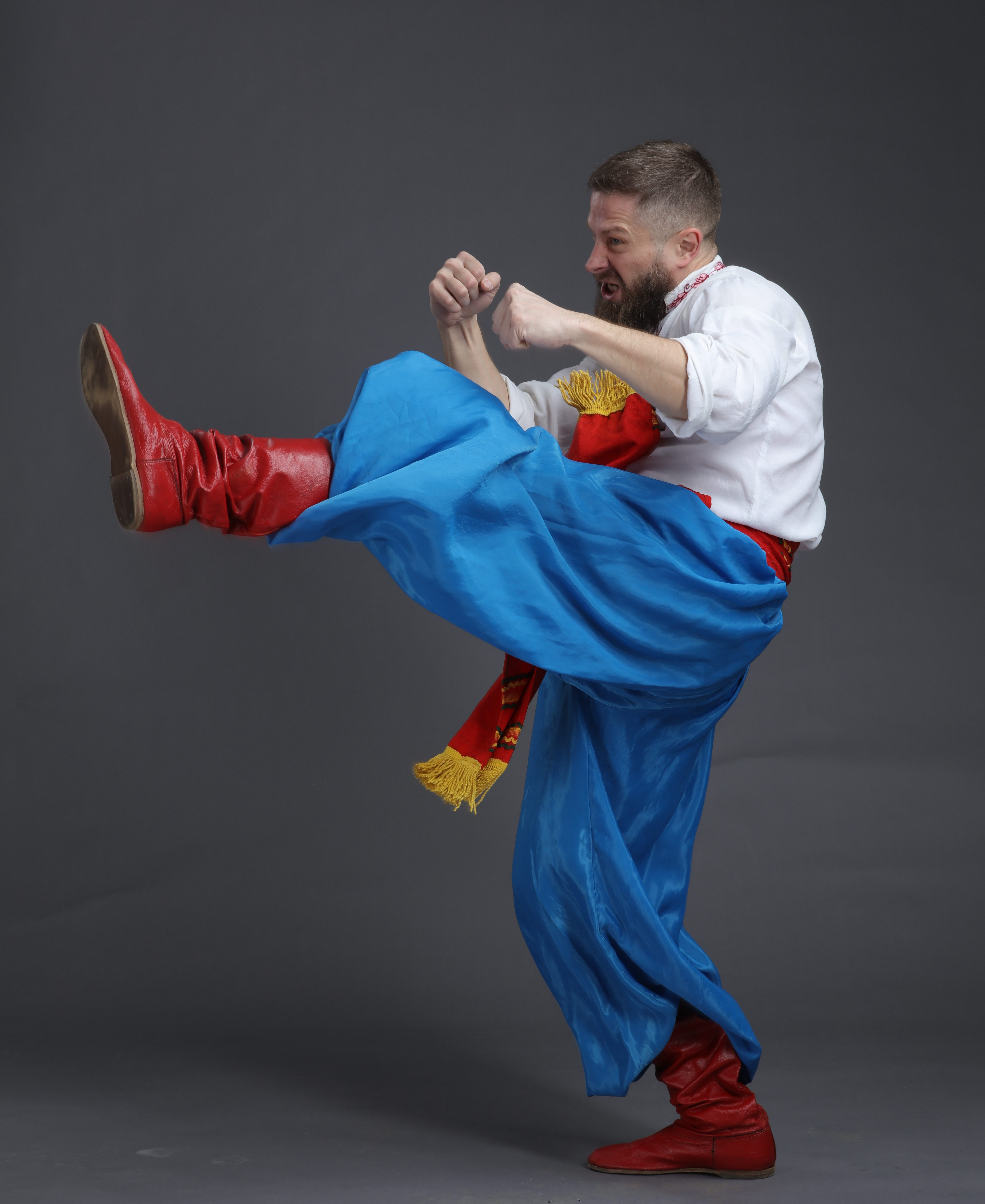
Тренування бойового гопака від Олександра Чемикоса

Українські бойові мистецтва — це бойові мистецтва, які виникли та розвивалися на території України. 

## Короткі відомості
Історичні корені сучаних українських бойових мистецтв дослідники вбачають у козацьких бойових мистецтвах і технікаха індивідуального бою козаків, які передбачали в першу чергу оволодіння боєм з індивідуальною збороєю: шаблею, списом (або пікою) та кинджалом. Через домінування у житті козаків збройного бою, основна увага приділялась тренуванню саме його, а на основі базисних рухів зі зброєю розвивався також рукопашний бій.  Водночас, слід зазначити, що традиція прямої передачі воїнських знань значною мірою була втрачена в другій половині ХХ століття. І та частина бойової традиції українців, яка дійшла до нас, є неповною. Саме тому в середовищі ентузіастів часто використовується термін "відродження українських бойових мистецтв".
- Асгарда
- Бойовий гопак
- Рукопаш гопак
- Спас
- Український рукопаш Спас

Таким чином можна говорити про те, що українські бойові мистецтва розвивалися, в основному, в руслі бойових мистецтв світу. Тут також присутні удари, боротьба та робота зі зброєю. Водночас, існують певні особливості: груповий бій (лава на лаву) та значна присутність танцювальної бази.

## Див.також
- Військове мистецтво запорозьких козаків